# Pop'n Rollにズキューン
『Pop'n Rollにズキューン』(ポップンロールにズキューン）は、STVラジオで放送されていたラジオの生ワイド番組。
この記事では、姉妹番組『Pop'n RollにズキューンFRIDAY』（ポップンロールにズキューン フライデー）並びに『Pop'n Rollミュージック』（ポップンロールミュージック）に関しても記載する。

## 概要
Popな気分で「ブームを知り」「ブームを作る」趣向の、10代の今を共有するリスナー参加型の番組。10代の日頃の会話をテーマとしヤング層の今を届けるコンセプトとし、TwitterやLINEといったSNSに寄せられた投稿も紹介しながら展開した。
土曜枠「Pop'n Rollにズキューン」（以下・ズキューン）はSTVラジオとして「中嶋シゲキのDo!LIVEサタデー」終了以来約10年ぶりに編成された土曜夜の2時間生番組となった。この他姉妹番組として金曜深夜の収録番組「Pop'n RollにズキューンFRIDAY」（以下・FRIDAY）、月曜 - 木曜深夜の歌手からのメッセージを取り上げるミニ帯番組「Pop'n Rollミュージック」（以下・ミュージック）を編成した。その後MUSICは2016年9月、FRIDAYは2017年3月で終了し、ズキューンも2018年3月に終了となった。
後継番組には後期のMCを担当した島太星が続投する形で1時間の生放送番組「ぽっぷんミーティング」（録音の回もあり）となったが2019年3月放送終了。生番組枠は再び消滅し、2019年度「ぽっぷん!ランキング」や2020年度以降の「島太星のぽっぷんアイランド」が「ぽっぷん」のシリーズを冠し島がMCを担当する形で若者向けの内容を引き継いでいる。
ディー・エル・イーグループのAMIDUSが運営するアイドル専門のニュースサイト「Pop'n'Roll」とは関係はない。

## 放送時間
- 毎週土曜 21:00 - 23:00[4]

姉妹番組
- Pop'n Rollミュージック - 毎週火曜 - 金曜（月曜 - 木曜深夜） 0:53 - 1:00
- Pop'n Rollにズキューン FRIDAY - 毎週土曜（金曜深夜） 0:00 - 1:00

## パーソナリティ
- 林美玖（STVアナウンサー）
- 島太星（NORD 2017年4月8日 - 2018年3月31日）

過去
- 藤井孝太郎（STVアナウンサー、ズキューン担当 2016年4月9日 - 9月24日）
- 浅利琳太郎(ズキューン・FRIDAY担当 2016年4月8日 - 2017年4月1日)

## コーナー
- みんなにズキューン
  - 週替りのテーマでメッセージを募集する。テーマは放送開始前に番組LINE@アカウントで発表される。
- ゲストにズキューン
  - 話題のアーティスト等にゲストインタビューを行うコーナー。2016年4月8日のFRIDAY枠より開始。2017年度からはゲストコメントも取り上げる。
- 突撃!ズキューン
  - 林がレポーターとして街頭インタビューを行った様子を放送する。2017年4月開始。
- 今週のごめんマッカートニー！
  - リスナーから寄せられた懺悔エピソードを、林と島が代弁する企画。コーナー名の「ごめんマッカートニー」は藤田ニコルによるギャル語フレーズ。2017年4月開始。
- エンジェルウッズのハッピーミヌート
  - エンジェルタイムと言われる22:22に現れる「エンジェルウッズ」が、リスナーから寄せられた願いのメッセージを叶えるかもしれない企画。2017年4月開始。

### 過去のコーナー
ズキューン
- みくさんあのね りんさんあのさ 孝太郎さんあのですね～
  - 今週あったことや、パーソナリティの3人へ報告したい事や質問したい事を募集するコーナー。2016年4月9日開始。4月30日をもって消滅ののち、「みくさんあのね。琳太郎くんあのさ」としてFRIDAYで再開。
- 浅利琳太郎のコレキニナッタ!
  - 浅利が日頃気になったテーマを一つ取り上げ、テーマにそって三人が持論を展開するコーナー[5]。2016年5月7日単発実施。
- 林ライス!
  - 林が発見・発明したレシピを毎回一つ紹介し浅利と藤井が試食するコーナー[5]。レシピはリスナーからも募集する。2016年5月7日開始[5]、6月18日放送にてレシピを思いつき次第実施の不定期コーナー化を発表し休止となったが、その後2017年1月21日放送で「林ライススペシャル」として復活実施。
- ORANGE RANGE OKINAWAなう!
  - リスナーから寄せられた沖縄の文化やトレンドに対する質問にORANGE RANGEのメンバーが答える月1回実施のコーナー。2016年7月30日募集開始[6]。
- 琳太郎が選ぶ一曲
  - 浅利が選曲したお勧めの楽曲を関連するトークを添えて毎週1曲流すコーナー。2016年度に実施。
- みた!
  - 動画サイトでお馴染みの「○○してみた」を民放ラジオギリギリのラインまで攻めていくコンセプトのもと[7]、スタジオ内で様々な挑戦を行うコーナー。2016年10月1日開始。
- ガチャソムリエ
  - 林がガチャソムリエ「林クリスティーヌ美玖」となり、毎週1つお勧めのカプセルトイを紹介する。2016年10月1日開始、翌年3月終了。
- 林美玖の『きな粉を使ったレシピをお試し下さい（仮）』
  - 林がきな粉を用いた簡単な料理レシピを毎月1つ調理・紹介し、浅利が試食する 坂口製粉所 監修の最終土曜コーナー[8]。2016年4月30日開始。
- Pop'n Rollミュージック
  - 最新の音楽と話題の歌手からのメッセージを放送するコーナー。当初2016年度上半期は単独番組として行われていたが、2016年10月1日よりズキューン内のコーナーに移行。メッセージゲストは「ガチャクエスチョンタイム」としてカプセルトイ自販機を回し、出てきたカプセルに入った質問に答えるトークを行い、カプセルに入れる質問はリスナーからも募集する。2017年度からはメッセージゲスト放送が「ゲストにズキューン」にて放送されるようになり統合消滅。

FRIDAY
- 週替り単発コーナー
  - 主に浅利と林のフリートークの話題から派生した単発実施コーナー。
  - アナログっていいよね～
    - 浅利がフィルムカメラにハマっているというトークから派生した、アナログ的手段の良い所や魅力のメッセージを募集するコーナー[9]。2016年4月15日放送分にて募集開始、22日実施。

  - 一人でここに行けました
    - 一人で回転寿司に行けるかというトークから派生した、自分一人で行けた場所あるいは自分一人で行けない場所についてのメッセージを募集[10]。2016年4月22日放送分にて募集開始、29日実施。

  - あなたの恐怖体験
    - FRIDAY放送日の5月13日が13日の金曜日となることにちなみ、リスナーから恐怖体験エピソードを募集[8]。5月5日実施、13日実施。
- ふざけんな世界、ふざけちゃってごめんなさい
  - 黒木渚「ふざけんな世界、ふざけろよ」に因み、リスナーから、日常で思わず「ふざけんな」と叫びたくなった経験や、逆につい調子に乗ってふざけたことの懺悔を募るコーナー。ふざけんなと思った経験の「ふざけんな」、ふざけた懺悔の「ふざけちゃってごめんなさい」の2つに分けてエピソードが紹介される。2016年4月8日放送分にて募集開始、翌週15日紹介開始、29日放送で終了。
- 今週のWinner
  - 普段の生活で起こる「小さな戦い」に勝ったエピソードを募集するレギュラーコーナー。2016年5月20日放送から募集開始[11]、7月に消滅。
- STVラジオ音楽ランキング
  - STVラジオが独自に設けているヒットチャート「STVラジオ音楽ランキング」のJ-POP部門上位20曲を発表。2016年4月8日から実施、翌年3月のFRIDAY枠終了まで実施。当番組開始以前は『アタヤンNEXT』で行われ、FRIDAY終了後は「まるごと!エンタメ〜ション」にて実施されている。
- みくさんあのね。琳太郎くんあのさ
  - リスナーから今週の出来事や悩みなど報告メッセージを募集するコーナー。「みくさんあのね りんさんあのさ 孝太郎さんあのですね～」の復活企画。2016年8月5日募集開始[12]、翌年3月まで実施。

ミュージック
- タブレットクエッション
  - メッセージゲストがiPadのサンプラーアプリ「M-TANK KLANG」に入れられた質問ボイスの入った3つのボタンからいずれか一つを選び出題された質問に答える。2日間のゲスト出演のうち1日目の放送で行われる。単独番組時代に実施。

## ゲスト

### ズキューン
2016年
- 4月9日 いきものがかり、吉田尚記（ニッポン放送アナウンサー、生出演）
- 4月23日 藤岡みなみ（生出演）[13][14]
- 5月21日 雅原慶[15]
- 6月11日 北海道岩内高校太鼓局局長（電話出演・STV“高校ブンカ部”応援プロジェクト 2015年度応援先PR）
- 7月16日 新山詩織、NAOTO・HIROKI（ORANGE RANGE）[16][17]
- 7月23日 でんぱ組.inc、チャラン・ポ・ランタン[16][18]
- 7月30日 YAMATO（ORANGE RANGE）[6]
- 9月3日 加藤里保菜・江戸川コナン(コナンは筆談参加)[19]
- 10月1日 爽(生出演)[7]
- 10月8日 吉原稿浩(グラスクリエイト)[20]
- 10月15日 田島ハル[21]
- 10月29日 加我たくや[22]
- 11月5日 木下幹仁(きのけん薬局)[23]
- 11月12日 DOBERMAN INFINITY[24]
- 11月19日 匿名高校教師[25]、コジポン[25]
- 11月26日 平間栄一（介護福祉士）[26]
- 12月3日 山村隆太・阪井一生（flumpool）[27][28]
- 12月17日 諸江洋一（個性心理学カウンセラー）[29]

2017年
- 1月7日 鈴乃姫苺
- 2月4日 荻田泰永
- 2月11日 notall
- 2月18日 札幌マンガ・アニメ学院生徒13名
- 4月15日 DEVIL NO ID
- 4月27日 KUBO-C・SWAY（DOBERMAN INFINITY）
- 5月6日 yonige
- 5月27日 小玉梨々華（わーすた）
- 6月10日 北澤ゆうほ（the peggies）
- 6月17日 Chay
- 7月15日 イトヲカシ[30]
- 7月22日 Little Glee Monster、中村千尋[30]
- 7月29日 Leola
- 9月9日 DISH//
- 10月14日 工藤遥・小田さくら・佐藤優樹（モーニング娘。'17）
- 12月2日 大原櫻子
- 12月9日 おいしくるメロンパン
- 12月23日 清水依与吏（back number）

2018年
- 1月6日 MOSHIMO
- 2月3日 phatmans after school
- 2月10日 ササキハヤト(The Floor)
- 2月24日 北澤ゆうほ(the peggies)
- 3月3日 武市和希（mol-74）
- 3月17日 瀬川あやか
- 3月24日 atagi・PORIN（Awesome City Club）

### FRIDAY
2016年
- 4月8日 藤井孝太郎、黒木渚[31]
- 4月15日 ONIGAWARA[32]
- 4月22日 YUYA・KODAI・JUKIYA(X4)[10][13]
- 4月29日 板野友美[14]
- 5月6日 DJ和[8]
- 5月13日 JUON[5][33]
- 5月27日 わーすた
- 6月3日 井上竜馬（SHE'S）
- 6月10日 池田智子（Shiggy Jr.）
- 6月17日 松川ケイスケ・真一ジェット（LACCO TOWER）[34]
- 6月24日 イトヲカシ
- 7月7日 児玉一真・山崎晃平（Goodbye Holiday）[35]
- 7月15日 lol[36]
- 7月22日 空中メトロ[16]
- 7月29日 Rihwa[37]
- 8月5日 Saku[12]
- 8月12日 大胡田なつき・成田ハネダ（パスピエ）[38]
- 8月19日 NakamuraEmi[39]
- 8月26日 金澤朋子・高木紗友希（Juice=Juice）[40]
- 9月2日 空中メトロ[41]
- 9月9日 チャラン・ポ・ランタン[42]
- 9月16日 イトヲカシ[43]
- 9月23日 岡本圭人・有岡大貴（Hey! Say! JUMP）[44]
- 9月30日 志村禎雄・バトシン・田中理来（XOX）[45]
- 10月7日 池田智子（Shiggy Jr.）[46]
- 10月21日 GEN(04 Limited Sazabys)[47]
- 10月28日 植田真梨恵[48]
- 11月4日 瀬川あやか[49]
- 11月11日 山本彩[50]
- 11月18日 わーすた[51]
- 11月25日 重岡大毅・桐山照史・濵田崇裕（ジャニーズWEST）[52]
- 12月2日 牧野純平・土器大洋（LILI LIMIT）[27]
- 12月9日 佐々木直也・岡田典之（空想委員会）[53]
- 12月16日 あいみょん[54]
- 12月23日 SHE'S
- 12月30日 w-inds.

2017年
- 1月6日 aqua timez
- 1月13日 チャラン・ポ・ランタン
- 1月20日 井上竜馬（SHE'S）
- 1月27日 粟子直行・大野裕司（ココロオークション）
- 2月3日 嗣永桃子・森戸知沙希（カントリー・ガールズ）
- 2月10日 大胡田なつき・やおたくや（パスピエ）
- 2月17日 イトヲカシ
- 2月24日 天月-あまつき-
- 3月3日 Anly
- 3月10日 恋汐りんご・七星ぐみ（バンドじゃないもん!）

## コメントゲスト

### ズキューン
2016年
- 5月7日 和島あみ
- 5月14日 坂口渚沙・川本紗矢（AKB48）
- 6月11日 高城れに（ももいろクローバーZ）
- 10月1日 Rover・MOKA（ベリーグッドマン）[7]

2017年
- 4月29日 NakamuraEmi
- 5月13日 金澤朋子・宮本佳林（Juice=Juice）
- 5月20日 本間日陽・村雲颯香（NGT48）、LEGO BIG MORL
- 6月3日 さユり
- 6月24日 MOSHIMO
- 7月1日 広瀬彩海・野村みな美（こぶしファクトリー）、緑黄色社会
- 7月8日 樋口日奈・松村沙友理・渡辺みり愛（乃木坂46）
- 8月5日 黒田隼之介・小川貴之（sumika）
- 8月12日 lol
- 8月19日 コレサワ
- 8月26日 DJ LOVE（SEKAI NO OWARI）
- 9月2日 小野武正・首藤義勝（KEYTALK）
- 9月16日 あいみょん
- 9月23日 U・REI（THE BEAT GARDEN）
- 10月21日 サイダーガール（THE BEAT GARDEN）
- 10月28日 橘柊生（DISH//）
- 11月4日 フレデリック
- 11月11日 咲良菜緒・大黒柚姫（チームしゃちほこ）
- 11月18日 DJみそしるとMCごはん、谷口鮪・飯田祐馬（KANA-BOON）
- 12月16日 椎木知仁（My Hair is Bad）、チャラン・ポ・ランタン[55]
- 12月23日 イトヲカシ

2018年
- 1月6日 MACO
- 1月13日 lol
- 1月20日 小熊倫実・山田野絵（NGT48）
- 1月27日 渡辺みり愛・相楽伊織・和田まあや（乃木坂46）、山内あいな・黒坂優香子（SILENT SIREN）
- 2月10日 MINT mate BOX
- 2月17日 薮宏太（Hey! Say! JUMP）・たこやきレインボー
- 2月24日 EINSHTEIN & 言xTHEANSWER
- 3月3日 noovy
- 3月10日 RIRI
- 3月17日 寺坂頼我・野々田奏（祭nine.）
- 3月24日 YUUKI・SAM（UNIONE）

### FRIDAY
- 5月27日 上田健司（田村次郎のTAMU RADIO「うえけん道場」PR）
- 7月1日 藤ヶ谷太輔・窪田正孝

### ミュージック
- 2016年4月 - 9月は単独番組、10月以降はズキューン内で実施。

2016年
- 4月6・7日 山内彰馬・細川千弘（Shout it Out）[56]
- 4月11・12日 ブレエメン
- 4月13・14日 Anly
- 4月18・19日 あゆみくりかまき[13]
- 4月20・21日 ぼくのりりっくのぼうよみ[13]
- 4月25・26日 バンドじゃないもん![14]
- 4月27・28日 フラチナリズム[14]
- 5月2・3日 吉川友[8]
- 5月4・5日 メロフロート[8]
- 5月12日 和島あみ[57]
- 5月16・17日 manaka・アサヒ（Little Glee Monster）
- 5月18・19日 坂口渚沙・川本紗矢（AKB48）[58]
- 5月23・24日 KAREN（LUV K RAFT）[15]
- 5月30・31日 アキオカマサコ
- 6月6・7日 ASH DA HERO
- 6月13・14日 BRIDEAR[59]
- 6月15・16日 アップアップガールズ（仮）[59]
- 6月20・21日 DEppa（シクラメン）
- 6月22・23日 中島孝
- 6月27・28日 こぶしファクトリー[60]
- 6月29・30日 uchuu,[60]
- 7月4・5日 THE BOY MEETS GIRLS[61]
- 7月6・7日 XMAS EILEEN[61]
- 7月11・12日 林部智史[62]
- 7月13・14日 chikyunokiki[62]
- 7月18・19日 NILO[17]
- 7月20・21日 Ayasa[17]
- 7月25・26日 THE BEAT GARDEN[18]
- 8月1・2日 竹田昌和（ウソツキ）[6]
- 8月9・10日 天月-あまつき-[63]
- 8月11・12日 Bentham[64]
- 8月15・16日 Chima
- 8月22・23日 和島あみ
- 8月24・25日 田高健太郎
- 8月29日・8月30日 SEIZE THE DAY
- 8月31日・9月1日 バンドじゃないもん!
- 9月5・6日 yonige
- 9月7・8日 To-i（DISH//）
- 9月14・15日 コレサワ
- 9月19・20日 オチザファンク(カラスは真っ白)
- 9月21・22日 栞菜智世
- 9月26・27日 KAREN(LUV K RAFT)
- 9月28・29日 メロフロート
- 10月1日 SHISHAMO[7]
- 10月8日 サイダーガール[20]
- 10月15日 玉屋2060%(Wienners)[21]
- 11月5日 DAOKO、BURNOUT STNDROMES[23]
- 11月12日 lyrical school[24]
- 11月26日 Leola[26]
- 12月3日 PassCode[27]
- 12月17日 BOYS AND MEN[54]

2017年
- 1月21日 松浦奏平（ALL OFF）
- 2月4日 たこやきレインボー
- 2月18日 Mrs.GREEN APPLE
- 2月25日 Shout it Out
- 3月4日 Goose house
- 3月18日 チームしゃちほこ、つばきファクトリー

## ズキューン的推薦曲
ズキューン・FRIDAYのエンディングに使用される月替わりの番組推薦曲。
2016年
- 4月 黒木渚「ふざけんな世界、ふざけろよ」[31]
- 5月 和島あみ「幻想ドライブ」
- 6月 シクラメン「ハートビート」[65]
- 7月 Goodbye holiday「奇跡の星」[66]
- 8月 空中メトロ「Δ（デルタ）」[67]
- 9月 イトヲカシ「スターダスト」[68]
- 10月 ベリーグッドマン「Eye to Eye」
- 11月 XOX「Skylight」
- 12月 井上苑子「エール」

2017年
- 1月 ココロオークション「星座線」
- 2月 イトヲカシ「さいごまで」
- 3月 NakamuraEmi「大人の言うことを聞け」
- 4月 LEGO BIG MORL「君の涙を誰が笑えるだろうか」
- 5月 the peggies 「ドリーミージャーニー」
- 6月 The Floor「Cheers With You」
- 7月 坂口有望「好-じょし-」
- 8月 コレサワ「死ぬこと以外かすり傷」
- 9月 DEVIL NO ID「シグナル」
- 10月 Official髭男dism「Driver」
- 11月 ポルカドットスティングレイ「ショートショート」
- 12月 lol「nanana」

2018年
- 1月 mol-74「▷(Saisei)」
- 2月 The Floor「Wake Up!」
- 3月 THE BEAT GARDEN「僕がいる未来」

## イベント
- STVラジオ 週末ナイトチーム 全員集合!春だ!桜だ!顔見せイベントだ!（2016年4月24日）

STV本社Sプラザで行われた、本番組を含むSTVラジオの週末夜放送の5番組（Pop'n Rollにズキューン、藤岡みなみのおささらナイト、田村次郎のTAMU RADIO、藤井孝太郎のログイン！よる☆PA、THE武田組のよるだちHYPER!）による合同イベント。当番組ではリスナー参加型クイズ企画「クイズDEズキューン」を展開。
- ドキドキFOODパークイベント

札幌パークホテル西駐車場にて北海道神宮例祭に合わせ行われるSTVラジオのイベント「ドキドキFOODパーク」にてステージイベントを開催。
- STVラジオ OTO Marche

岩見沢市いわみざわ公園で開催の音楽フェスティバル「JOIN ALIVE」に出展されるSTVラジオの公開録音ブース。本ブースでJOIN ALIVE出演アーティストのインタビュー公録を実施。
2016年は7月16-17日に林・浅利・藤井が司会を行い、7月16日ズキューンで同日出演の新山詩織とORANGE RANGE、7月22日FRIDAYで17日出演の空中メトロ、7月23日ズキューンで17日出演のでんぱ組.incとチャラン・ポ・ランタンのインタビューを放送。
2017年は7月15-16日に林が司会を行い、7月15日放送で同日出演のイトヲカシ、7月22日放送で16日出演のLittle Glee Monsterのインタビューを放送